# Haloquadratum
A Haloquadratum a Halobacteriaceae családba tartozó archea nem. Az archeák – ősbaktériumok – egysejtű, sejtmag nélküli prokarióta szervezetek. Első azonosított faja a Haloquadratum walsbyi nagyon szokatlan, mivel a sejtjei lapos szögletes doboz alakúak.
1980-ban fedezte fel A.E. Walsby egy partmenti sósvízű medencében a Sínai-félszigeten egyiptomban. 2004-ig nem tudták tenyészteni. Miközben tenyészteni próbálták izolálták a Haloarcula quadratát ami egy főleg négyzet alakú, némileg pleomorf lapos sejtű Archaea. De genetikailag jelentősen eltér a Haloquadratumtól és külön nembe tartozik, továbbá nem domináns mikróba a sós tavakban. Formálisan 2007-ben írták le.
Figyelemre méltóak a szabályos négyzet alakú sejtjei, és a relatív bőségük a halofil környezetben.
A sejtek tipikusan tartalmaznak polihidroxi-alkanoát (PHA) granulátumokat, és nagyszámú fénytörő  gázzal töltött vakuólumokat amik biztosítják a felhajtóerőt vízi környezetben, és lehet hogy segítik a sejtek pozícióját hogy a lehető legtöbb fényhez jussanak hozzá.
Bárhol megtalálható a hipersós vizekben. Mikor a tengervíz elpárolog magas koncentrációjú és csapadék kalcium-karbonátot és kalcium-szulfátot eredményez, vezetve egy hipersós nátrium-klorid gazdag telített sósvízhez. További párolgás eredményez nátrium-klorid vagy halit csapadékot. A halit képződés végső szakasza alatt, mielőtt a sósvíz sterillé válna a magnézium-klorid koncentráció miatt, a Hqr. walsbyi elszaporodik és a biomassza 80%-át teszi ki.

## Leírása
Sejtjei extrém vékonyak (körülbelül 0.15 μm), és négyzet alakúak. Egyedülálló sejt alakja van, extrém vékony négyzet ami a legismertebb jellemzője. A sejteknek nagy számban van intracelluláris fénytörő gáz vakuóluma amik felhajtóerőt adnak, fenntartva a felső pozíciót a vízoszlopban. Egyedi négyzet sejtek összekapcsolódva másokkal alkothatnak nagy lapokat néha olyan kiterjedten, mint 40 mikrométer. Amik azonban extrém törékenyek, és a sejtek közti kapcsolatok könnyen felbomolhatnak. Anyagcseréje nem teljesen ismert.

## Genom szerkezete
A Haloquadratum walsbyi genomját feltérképezték. Spanyol és ausztrál izolátumok (HBSQ001 és C23T törzs) genomjának összehasonlítása határozottan arra utal hogy globálisan rendkívül gyorsan terjedt el mivel a két minta genomja hasonlított egymásra és azonos volt a génsorrendjük.

## Ökológia
Egyiptomban egy sós medencében fedezték fel, de az egész világon előfordul a hipersós vizekben. Ezekben a medencékben a víz párolgása miatt megnő a sókoncentráció, ami ideális környezet a növekedéséhez.

### Tudományos folyóiratok
- Burns DG, Camakaris HM, Janssen PH, Dyall-Smith ML (2004). „Cultivation of Walsby's square haloarchaeon”. FEMS Microbiol. Lett. 238 (2), 469–73. o. DOI:10.1016/j.femsle.2004.08.016. PMID 15358434.
- Oren A, Ventosa A (2000). „International Committee on Systematic Bacteriology Subcommittee on the taxonomy of Halobacteriaceae. Minutes of the meetings, 16 August 1999, Sydney, Australia”. Int. J. Syst. Evol. Microbiol. 50, 1405–7. o. PMID 10843089.

### Tudományos könyvek
- Gibbons, NE.szerk.: RE Buchanan and NE Gibbons, eds.: Family V. Halobacteriaceae fam. nov., Bergey's Manual of Determinative Bacteriology, 8th, Baltimore: The Williams & Wilkins Co. (1974. március 20.). ISBN 0-683-01117-0

### Tudományos adatbázisok
- Haloquadratum PubMed hivatkozásai
- Haloquadratum PubMed Central hivatkozásai
- Haloquadratum Google Scholar hivatkozásai